# Acacia chrysochaeta
Acacia chrysochaeta é uma espécie de leguminosa do gênero Acacia, pertencente à família Fabaceae.